# Fekal Party
Fekal Party – festiwal ekstremalnych gatunków muzyki odbywający się corocznie w sierpniu w czeskiej Pradze. Festiwal był organizowany przez wytwórnię płytową i organizatora koncertów firmę L'inphantile collective przy współpracy należącego do niej portalu neonarcis.com i praskiego klubu muzycznego Modrá Vopice.
Pierwsza edycja odbyła się w 1998 roku, kolejne początkowo odbywały się w dość nieregularnych okresach czasu, przykładowo w roku 2002 festiwal nie odbył się, za to w 2003 roku odbyły się dwie edycje, w czerwcu i sierpniu. Pierwsze pięć edycji odbyło się w Pradze w klubie Riegrovy Sady, a od szóstej edycji w roku 2004 festiwal na stałe przeniósł się do klubu muzycznego Modrá Vopice. Ostatnia edycja odbyła się w 2018 roku.
Infrastruktura festiwalu składała się z większej sceny plenerowej i drugiej mniejszej sceny wewnątrz klubu. 
Na festiwalu występowali wykonawcy prezentujący najbardziej ekstremalne gatunki muzyki takie jak grindcore, goregrind, death metal, thrash metal oraz wszelkie pokrewne. W trakcie festiwalu na dużej scenie prezentowało się kilkunastu wykonawców uzupełnianych przez grupy grające w klubie. Ważnym elementem festiwalu był image uczestników. Zespoły występowały przebrane w zakrwawione kitle chirurgiczne (np. zespół General Surgery) czy kombinezony ochronne do prac w szambie (Gutalax). Występowały legendy muzyki grindcore jak holenderskie Rectal Smegma czy Rompeprop, włoskie Ultimo Mondo Cannibale, uzupełniały je występy grup zaliczanych do nurtu death metal jak czeskie Tysic Let Od Raje. Regularnymi gośćmi były również zespoły z Polski, np. jeden z najbardziej znanych, goregrindowy Ass To Mouth czy Nuclear Vomit.
Impreza miała mocno obsceniczno-fekalny charakter. Cieszyła się sporym zainteresowaniem, na coroczne edycje zjeżdżali miłośnicy tych gatunków muzycznych z całej Europy i na stałe wpisała się w kalendarz muzyczny festiwali europejskich.  